# Подколодновка
Подколо́дновка — село в Богучарском районе Воронежской области.
Административный центр Подколодновского сельского поселения.

## География
Расположено на левом берегу реки Дон и о. Песчаное (Черепаховое) в 12 километрах от Богучара.

### Улицы
| - ул. 1 Стрелковой Дивизии, - ул. Добровольского, - ул. Мира, - ул. Молодёжная, - ул. Рубцова, - ул. Садовая, - ул. Советская, - ул. Сосновая, - ул. Степная, - ул. Хлебоприемная, - ул. Шевченко, | - пер. 8 Марта, - пер. Гагарина, - пер. Лесной 1-й, - пер. Лесной 2-й, - пер. Октябрьский, - пер. Школьный. |

## Население
| 1859 | 1897  | 2000  | 2005  | 2010  |
| ---- | ----- | ----- | ----- | ----- |
| 1503 | ↗2351 | ↘1728 | ↘1612 | ↘1582 |

## История
Село основано в 1720 года войсковыми обывателям Острогожского казачьего полка Бондаревым и Урывским.